# Німеччина на зимових Олімпійських іграх 2014
Німеччина на зимових Олімпійських іграх 2014 року у Сочі була представлена 153 спортсменами у 15 видах спорту.

## Медалісти

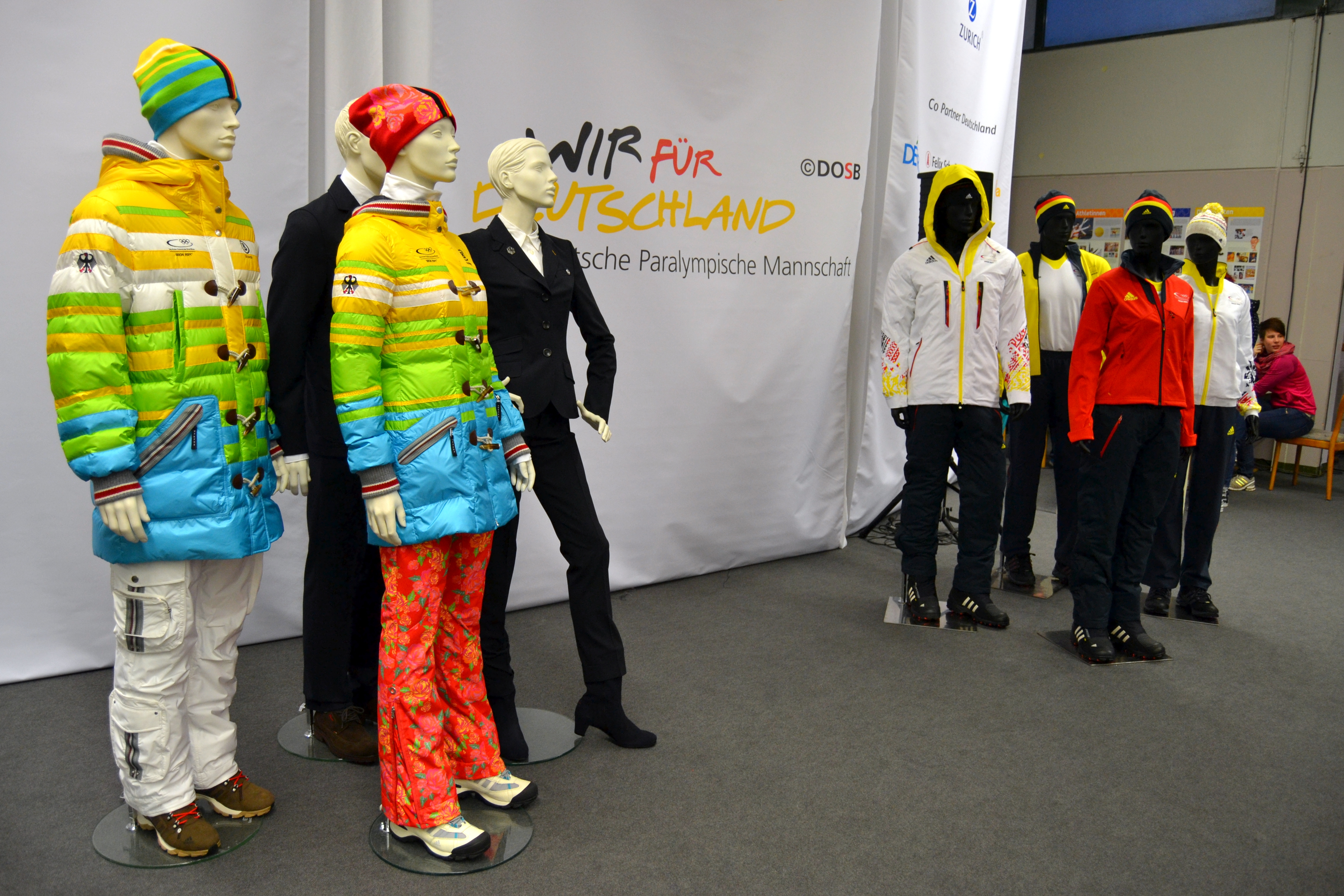
Уніформа олімпійської команди

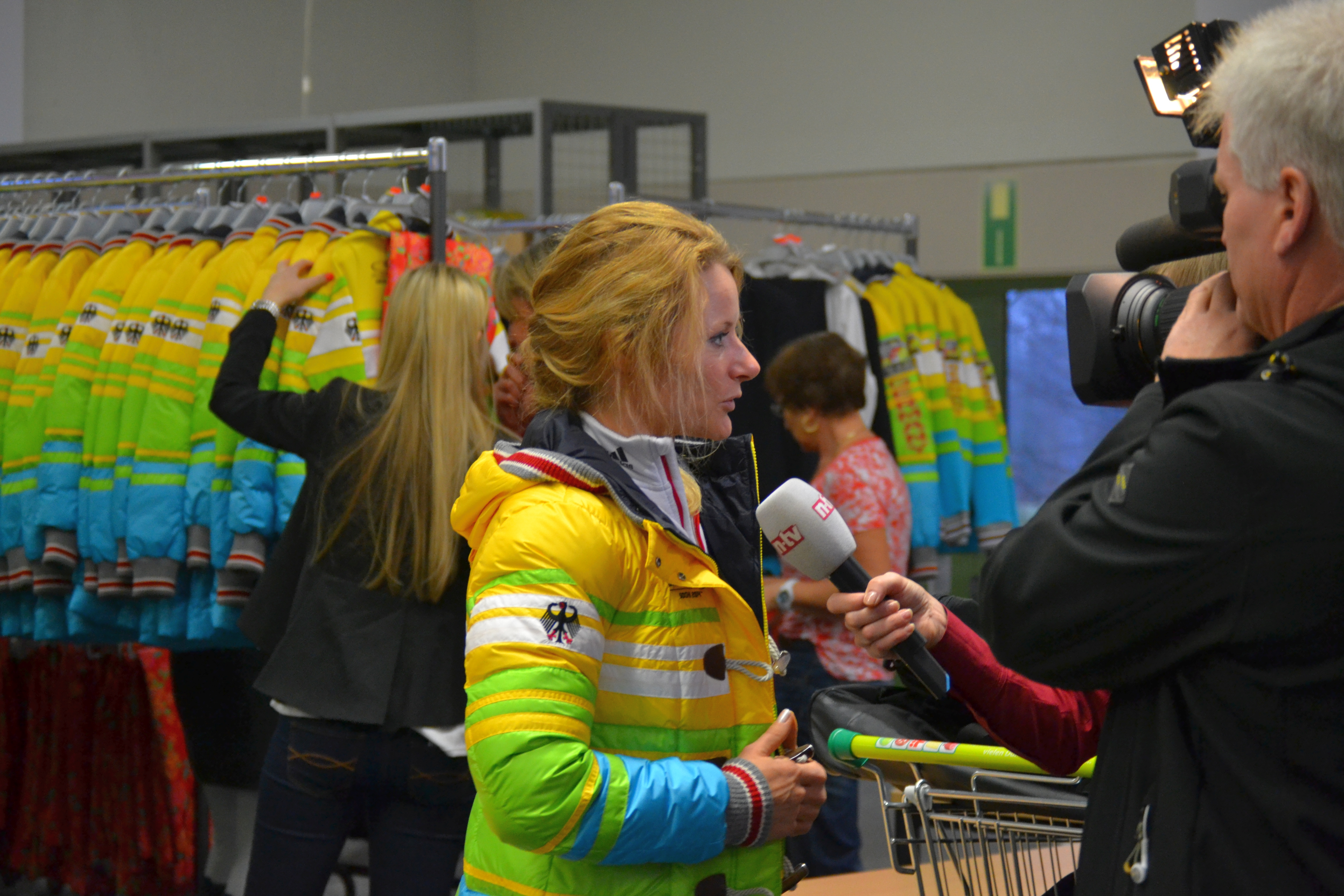
Клаудія Нюстад представляє уніформу для преси

| Медалі за видом спорту | Медалі за видом спорту | Медалі за видом спорту | Медалі за видом спорту | Медалі за видом спорту |
| ---------------------- | ---------------------- | ---------------------- | ---------------------- | ---------------------- |
| Вид                    | 1                      | 2                      | 3                      | Всього                 |
| Гірськолижний спорт    | 1                      | 1                      | 0                      | 2                      |
| Біатлон                | 0                      | 1                      | 0                      | 1                      |
| Лижні перегони         | 0                      | 0                      | 1                      | 1                      |
| Фігурне катання        | 0                      | 0                      | 1                      | 1                      |
| Санний спорт           | 4                      | 1                      | 0                      | 5                      |
| Лижне двоборство       | 1                      | 0                      | 0                      | 1                      |
| Срибки з трампліна     | 1                      | 0                      | 0                      | 1                      |
| Всього                 | 7                      | 3                      | 2                      | 12                     |

| Медаль | Спортсмен                                                   | Вид спорту          | Дисципліна                             | Дата      |
| ------ | ----------------------------------------------------------- | ------------------- | -------------------------------------- | --------- |
| Золото | Фелікс Лох                                                  | Санний спорт        | одиночні сани, чоловіки                | 9 лютого  |
| Золото | Марія Гефль-Ріш                                             | Гірськолижний спорт | суперкомбінація, жінки                 | 10 лютого |
| Золото | Наталі Гайзенбергер                                         | Санний спорт        | одиночні сани, жінки                   | 11 лютого |
| Золото | Каріна Фогт                                                 | Стрибки з трампліна | нормальний трамплін, жінки             | 11 лютого |
| Золото | Ерік Френцель                                               | Лижне двоборство    | нормальний трамплін + 10 км            | 12 лютого |
| Золото | Тобіас Вендль Тобіас Арльт                                  | Санний спорт        | двійки, чоловіки                       | 12 лютого |
| Золото | Наталі Гайзенбергер Фелікс Лох Тобіас Вендль Тобіас Арльт   | Санний спорт        | естафета                               | 13 лютого |
| Срібло | Татьяна Гюфнер                                              | Санний спорт        | одиночні сани, жінки                   | 11 лютого |
| Срібло | Ерік Лессер                                                 | Біатлон             | індивідуальна гонка на 20 км, чоловіки | 13 лютого |
| Срібло | Марія Гефль-Ріш                                             | Гірськолижний спорт | супергігантський слалом, жінки         | 15 лютого |
| Бронза | Альона Савченко Робін Шолкови                               | Фігурне катання     | парне катання                          | 12 лютого |
| Бронза | Штефані Белер Ніколь Фессель Денізе Геррманн Клаудія Нюстад | Лижні перегони      | естафета 4×5 км, жінки]]               | 15 лютого |

## Біатлон
Спринт
| Змагання | Спортсмени           | Час     | Промахи | Місце |
| -------- | -------------------- | ------- | ------- | ----- |
| Чоловіки | Сімон Шемпп          | 25:16.4 | 0+0     | 15    |
| Чоловіки | Ерік Лессер          | 25:26.7 | 0+1     | 21    |
| Чоловіки | Арнд Пайффер         | 26:01.2 | 2+1     | 34    |
| Чоловіки | Крістоф Штефан       | 26:55.4 | 1+1     | 58    |
| Жінки    | Еві Захенбахер-Штеле | 21:40.8 | 0+1     | 11    |
| Жінки    | Андреа Генкель       | 22:01.5 | 0+1     | 22    |
| Жінки    | Франціска Пройс      | 22:53.1 | 2+0     | 41    |
| Жінки    | Лаура Дальмаєр       | 23:03.2 | 0+2     | 46    |

Переслідування
| Змагання | Спортсмени           | Час     | Промахи | Місце |
| -------- | -------------------- | ------- | ------- | ----- |
| Чоловіки | Сімон Шемпп          | 34:27.7 | 0+0+0+1 | 6     |
| Чоловіки | Ерік Лессер          | 34:53.1 | 1+1+0+1 | 16    |
| Чоловіки | Арнд Пайффер         | 35:21.4 | 0+0+1+0 | 19    |
| Чоловіки | Крістоф Штефан       | 37:18.8 | 0+0+0+1 | 43    |
| Жінки    | Еві Захенбахер-Штеле | 32:16.6 | 2+1+1+2 | 27    |
| Жінки    | Андреа Генкель       | 32:30.4 | 0+1+1+1 | 29    |
| Жінки    | Лаура Дальмаєр       | 32:38.8 | 0+0+0+1 | 30    |
| Жінки    | Франціска Пройс      | 33:34.0 | 0+2+1+0 | 40    |

## Ковзанярський спорт
Чоловіки
| Дистанція | Спортсмен           | Заїзд 1 | Заїзд 1 | Заїзд 2 | Заїзд 2 | Фінал   | Фінал |
| Дистанція | Спортсмен           | Час     | Місце   | Час     | Місце   | Час     | Місце |
| --------- | ------------------- | ------- | ------- | ------- | ------- | ------- | ----- |
| 500 м     | Ніко Ілі            | 34.99   | 7       | 35.11   | 9       | 70.10   | 8     |
| 500 м     | Самуель Шварц       | 35.69   | 34      | 35.68   | 34      | 71.37   | 34    |
| 1000 м    | Ніко Ілі            | —       | —       | —       | —       | 1:08.86 | 4     |
| 1000 м    | Самуель Шварц       | —       | —       | —       | —       | 1:08.89 | 5     |
| 5000 м    | Патрік Беккерт      | —       | —       | —       | —       | 6:21.18 | 8     |
| 5000 м    | Моріц Гайсрайтер    | —       | —       | —       | —       | 6:24.79 | 10    |
| 5000 м    | Олексій Баумгартнер | —       | —       | —       | —       | 6:34.34 | 21    |

Жінки
| Дистанція | Спортсмен          | Заїзд 1 | Заїзд 1 | Заїзд 2 | Заїзд 2 | Фінал   | Фінал |
| Дистанція | Спортсмен          | Час     | Місце   | Час     | Місце   | Час     | Місце |
| --------- | ------------------ | ------- | ------- | ------- | ------- | ------- | ----- |
| 500 м     | Єнні Вольф         | 37.93   | 6       | 37.73   | 5       | 75.67   | 6     |
| 500 м     | Денізе Рот         | 39.82   | 23      | 38.69   | 15      | 77.78   | 21    |
| 500 м     | Габріле Гіршбіхлер | 39.82   | 34      | 39.69   | 34      | 78.23   | 34    |
| 1000 м    | Юдіт Гессе         | —       | —       | —       | —       | 1:15.84 | 11    |
| 1000 м    | Єнні Вольф         | —       | —       | —       | —       | 1:17.99 | 25    |
| 1000 м    | Габріле Гіршбіхлер | —       | —       | —       | —       | 1:18.00 | 26    |
| 1000 м    | Монік Анґермюллер  | DQ      | DQ      | DQ      | DQ      | DQ      | DQ    |
| 3000 м    | Клаудія Пехштайн   | —       | —       | —       | —       | 4:05.26 | 4     |
| 3000 м    | Бенте Краус        | —       | —       | —       | —       | 4:10.17 | 11    |
| 3000 м    | Штефані Бекерт     | —       | —       | —       | —       | 4:13.55 | 17    |

## Фігурне катання
| Змагання                  | Спортсмени                   | Коротка програма | Коротка програма | Довільна програма | Довільна програма | Підсумок | Підсумок |
| Змагання                  | Спортсмени                   | Бали             | Місце            | Бали              | Місце             | Бали     | Місце    |
| ------------------------- | ---------------------------- | ---------------- | ---------------- | ----------------- | ----------------- | -------- | -------- |
| Чоловіче одиночне катання | Петер Ліберс                 | 86.04            | 5                | 153.89            | 9                 | 239.87   | 8        |
| Жіноче одиночне катання   |                              |                  |                  |                   |                   |          |          |
| Спортивні пари            | Олена Савченко/Робін Шолкови | 79.64            | 2                | 136.14            | 3                 | 215.78   | 3        |
| Спортивні пари            | Майлін Венде/Даніель Венде   | 59.25            | 12               | 107.00            | 13                | 166.25   | 13       |
| Танці на льоду            |                              |                  |                  |                   |                   |          |          |

Командні змагання
| Змагання         | Спортсмени                                                                              | Коротка програма | Коротка програма | Коротка програма | Коротка програма | Коротка програма | Коротка програма | Коротка програма | Коротка програма | Результат | Результат | Довільна програма  | Довільна програма  | Довільна програма  | Довільна програма  | Довільна програма  | Довільна програма  | Довільна програма  | Довільна програма  | Результат | Результат |
| Змагання         | Спортсмени                                                                              | Ч                | Бали             | Ж                | Бали             | П                | Бали             | Т                | Бали             | Сума      | Місце     | Ч                  | Бали               | Ж                  | Бали               | П                  | Бали               | Т                  | Бали               | Сума      | Місце     |
| ---------------- | --------------------------------------------------------------------------------------- | ---------------- | ---------------- | ---------------- | ---------------- | ---------------- | ---------------- | ---------------- | ---------------- | --------- | --------- | ------------------ | ------------------ | ------------------ | ------------------ | ------------------ | ------------------ | ------------------ | ------------------ | --------- | --------- |
| Командне катання | Петер Ліберс Наталі Вайнзірл Майлін Венде/Даніель Венде Неллі Жиганшина/Александер Гажи | 79.61            | 5                | 52.16            | 2                | 60.82            | 5                | 58.04            | 5                | 17        | 8         | не кваліфікувалися | не кваліфікувалися | не кваліфікувалися | не кваліфікувалися | не кваліфікувалися | не кваліфікувалися | не кваліфікувалися | не кваліфікувалися | 17        | 8         |

## Фристайл
Могул
| Змагання | Спортсмени     | Кваліфікація 1 | Кваліфікація 1 | Кваліфікація 1 | Кваліфікація 2 | Кваліфікація 2 | Кваліфікація 2 | Фінал | Фінал | Фінал |
| Змагання | Спортсмени     | Час            | Бали           | Місце          | Час            | Бали           | Місце          | Час   | Бали  | Місце |
| -------- | -------------- | -------------- | -------------- | -------------- | -------------- | -------------- | -------------- | ----- | ----- | ----- |
| Жінки    | Лаура Грасеман |                | 6,81           | 26             |                |                |                |       |       |       |